# Liste der Bodendenkmale in Elmenhorst (Lauenburg)
In der Liste der Bodendenkmale in Elmenhorst sind die Bodendenkmale der Gemeinde Elmenhorst nach dem Stand der Bodendenkmalliste des Archäologischen Landesamts Schleswig-Holstein von 2016 aufgelistet. Die Baudenkmale sind in der Liste der Kulturdenkmale in Elmenhorst (Lauenburg) aufgeführt.
| Denkmal-ID           | Befundart          | Bezeichnung                                 | Zeitstellung | Lage | Bemerkungen | Bild |
| -------------------- | ------------------ | ------------------------------------------- | ------------ | ---- | ----------- | ---- |
| aKD-ALSH-Nr. 000 522 | Befestigung > Burg | Burg/Motte/Ringwall/Turmhügel „Burg Lanken“ | Mittelalter  |      |             |      |